# ميرتشا أنكا
ميرتشا أنكا (بالرومانية: Mircea Anca)‏ هو مخرج وممثل روماني، ولد في 10 يونيو 1960 في Fărcașa ‏ في رومانيا، وتوفي في 28 نوفمبر 2015 في بوخارست في رومانيا.

## وصلات خارجية
- ميرتشا أنكا على موقع IMDb (الإنجليزية)
- ميرتشا أنكا على موقع كينوبويسك (الروسية)